# Barbus cyclolepis
Barbus cyclolepis es una especie de peces de la familia Cyprinidae, orden Cypriniformes.
Son peces dulceacuícolas que se encuentran en Bulgaria, Grecia y Turquía y que pueden llegar alcanzar los 30 cm de longitud total.